# 435 pr. n. št.

## Dogodki
- začetek korintsko-krfske vojne (do 433 pr. n. št.)